# Saint-Gravé
Saint-Gravé [sɛ̃ gʁave] est une commune française, située dans le département du Morbihan en région Bretagne.

## Géographie

### Situation
| Saint-Congard | Saint-Martin-sur-Oust |         |
| Pluherlin     | Saint-Gravé           | Peillac |
|               | Malansac              |         |

Entre l'Arz et l'Oust, Saint-Gravé fait admirer ses paysages de bocage, de forêts et de landes. À 20 minutes de Redon et 30 minutes de Vannes.

### Relief
L'altitude de la commune varie entre 2 mètres et 91 mètres.
| - Carte topographique de la commune de Saint-Gravé. |

### Hydrographie
Pour un article plus général, voir Réseau hydrographique du Morbihan.
La commune est située dans le bassin Loire-Bretagne. Elle est drainée par le canal de Nantes à Brest, l'Oust, l'Arz et divers autres petits cours d'eau,.
Le canal de Nantes à Brest est un canal, chenal et un estuaire et un cours d'eau naturel navigable sur une grande partie de son cours, d'une longueur de 364 km, prend sa source dans la commune de Nort-sur-Erdre et se jette  dans la Loire à Nantes. 
L'Oust, d'une longueur de 145 km, prend sa source dans la commune de La Harmoye et se jette  dans la Vilaine à Rieux, après avoir traversé 46 communes. 
L'Arz, d'une longueur de 66 km, prend sa source dans la commune de Plaudren et se jette  dans l'Oust à Saint-Jean-la-Poterie, après avoir traversé 15 communes. 

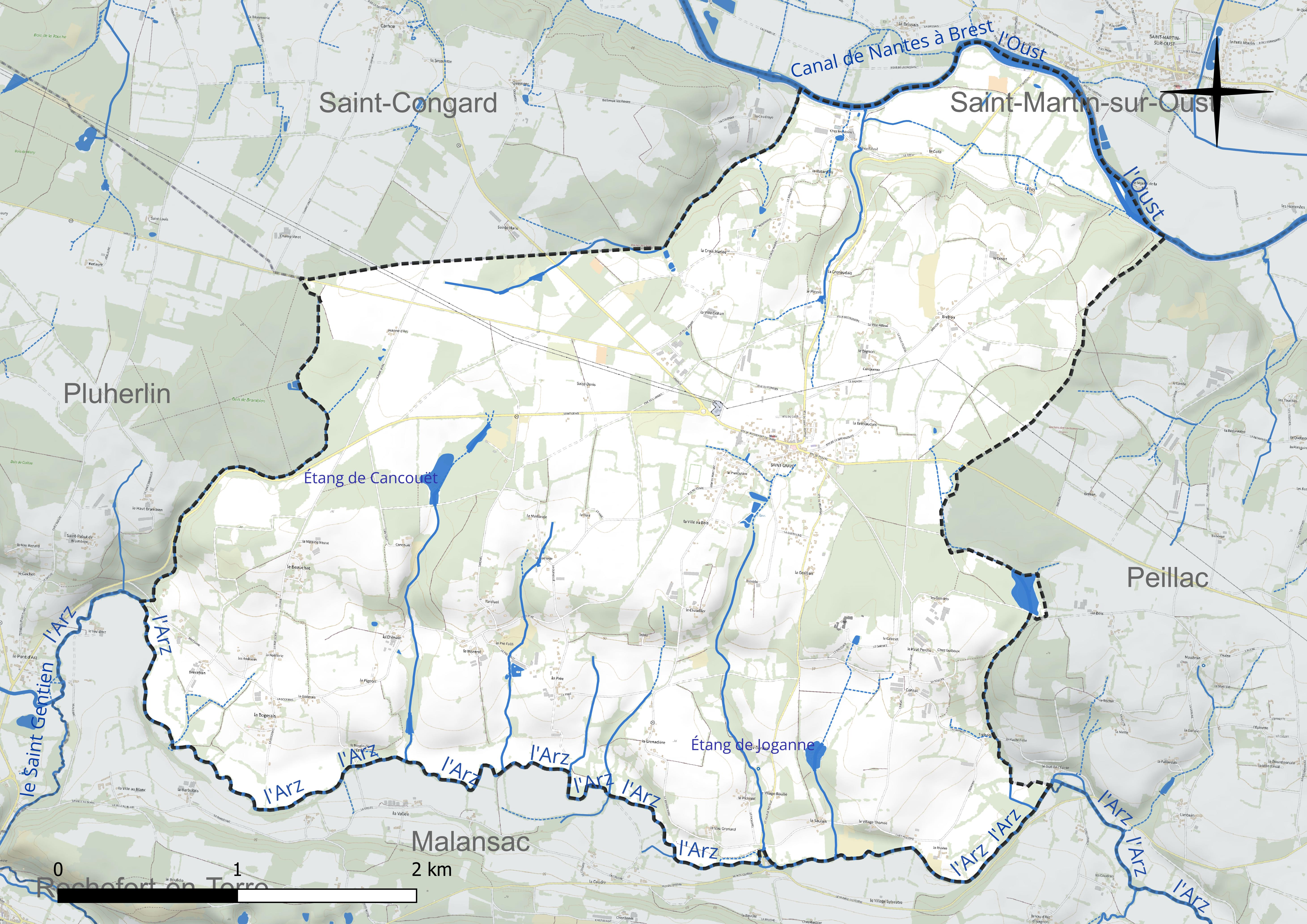
Réseau hydrographique de Saint-Gravé.

Deux plans d'eau complètent le réseau hydrographique : l'étang de Cancouët (2,38 ha) et l'étang de Joganne (1,22 ha),.

### Climat
Pour des articles plus généraux, voir Climat de la Bretagne et Climat du Morbihan.
En 2010, le climat de la commune est de type climat océanique franc, selon une étude du Centre national de la recherche scientifique s'appuyant sur une série de données couvrant la période 1971-2000. En 2020, Météo-France publie une typologie des climats de la France métropolitaine dans laquelle la commune est exposée à un climat océanique et est dans la région climatique Bretagne orientale et méridionale, Pays nantais, Vendée, caractérisée par une faible pluviométrie en été et une bonne insolation. Parallèlement l'observatoire de l'environnement en Bretagne publie en 2020 un zonage climatique de la région Bretagne, s'appuyant sur des données de Météo-France de 2009. La commune est, selon ce zonage, dans la zone « Intérieur Est », avec des hivers frais, des étés chauds et des pluies modérées.  
Pour la période 1971-2000, la température annuelle moyenne est de 11,7 °C, avec une amplitude thermique annuelle de 12,6 °C. Le cumul annuel moyen de précipitations est de 856 mm, avec 12,6 jours de précipitations en janvier et 6,5 jours en juillet. Pour la période 1991-2020, la température moyenne annuelle observée sur la station météorologique la plus proche, située sur la commune de Saint-Jacut-les-Pins à sept km à vol d'oiseau, est de 12,4 °C et le cumul annuel moyen de précipitations est de 947,8 mm,. Pour l'avenir, les paramètres climatiques de la commune estimés pour 2050 selon différents scénarios d'émission de gaz à effet de serre sont consultables sur un site dédié publié par Météo-France en novembre 2022.

## Urbanisme

### Typologie
Au 1er janvier 2024, Saint-Gravé est catégorisée commune rurale à habitat dispersé, selon la nouvelle grille communale de densité à sept niveaux définie par l'Insee en 2022.
Elle est située hors unité urbaine et hors attraction des villes,.

### Occupation des sols
L'occupation des sols de la commune, telle qu'elle ressort de la base de données européenne d’occupation biophysique des sols Corine Land Cover (CLC), est marquée par l'importance des territoires agricoles (76,9 % en 2018), une proportion sensiblement équivalente à celle de 1990 (77,3 %). La répartition détaillée en 2018 est la suivante : 
terres arables (32,1 %), zones agricoles hétérogènes (25,3 %), forêts (20,8 %), prairies (19,5 %), zones urbanisées (2,3 %). L'évolution de l’occupation des sols de la commune et de ses infrastructures peut être observée sur les différentes représentations cartographiques du territoire : la carte de Cassini (XVIIIe siècle), la carte d'état-major (1820-1866) et les cartes ou photos aériennes de l'IGN pour la période actuelle (1950 à aujourd'hui).

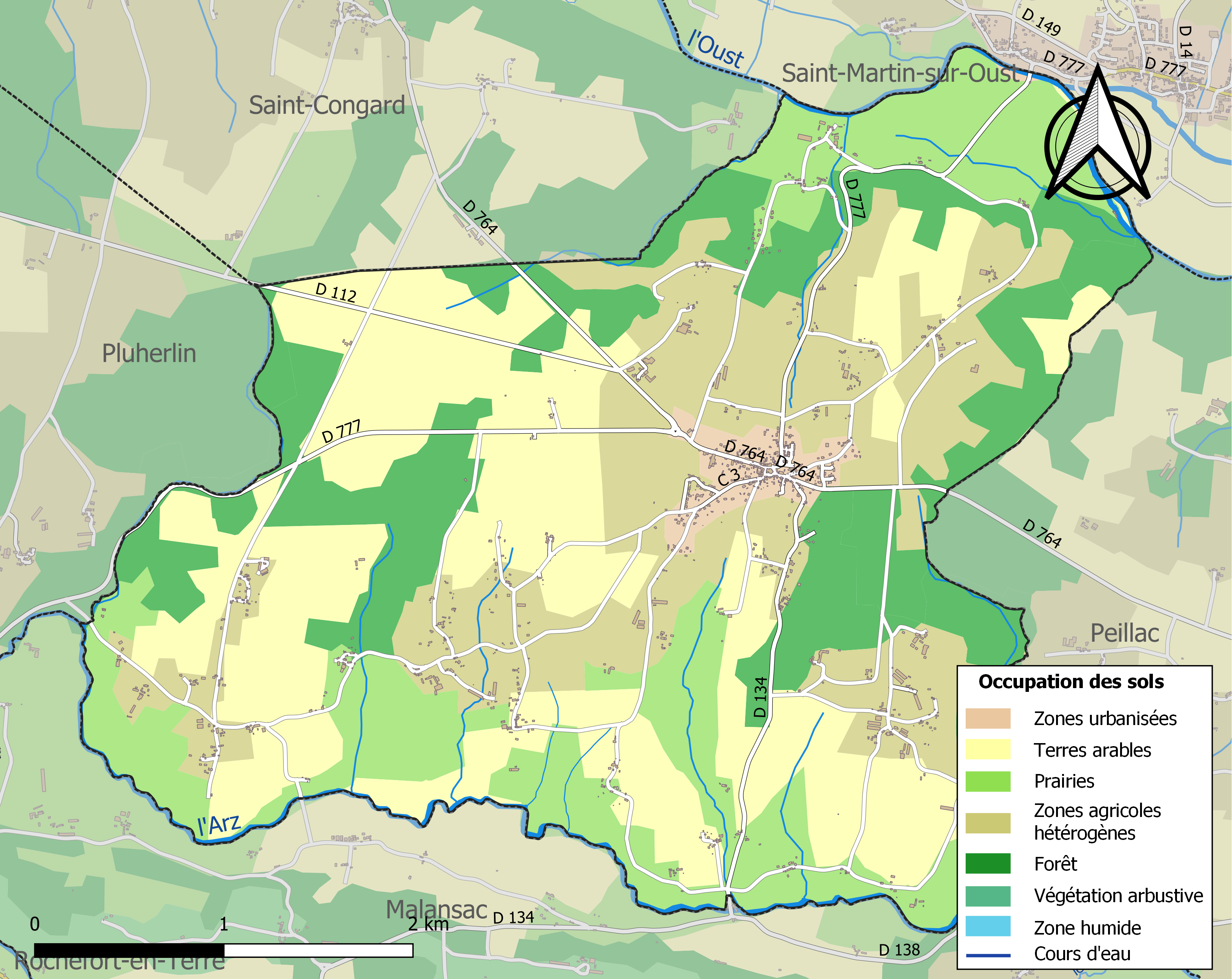
Carte des infrastructures et de l'occupation des sols de la commune en 2018 (CLC).

## Toponymie
Le nom de la localité est mentionné sous les formes Santa Gravida en 1387 ; Santus Gravidus en 1516 ; Gravé en 1793 ; Saint-Gravé en 1801.
Le nom de la commune en breton est Sant-Gravez.
La commune tire son nom de Sainte Gravide (l’origine de la masculinisation du nom, Saint Gravé, reste inconnue).

## Histoire
En 837, le cartulaire de l'abbaye de Redon fait état de la présence des moines sur le territoire de Saint-Gravé. Saint-Gravé est mentionnée comme paroisse au XIe siècle. Saint-Gravé faisait partie du comté de Rieux, d’après un document de 1516, cette paroisse était désignée sous le nom de Sancta Gravida.
Erigée en commune en 1790, Saint-Gravé est rattachée au canton de Rochefort-en-Terre en 1801. Elle fait partie du Pays de Vannes.
Depuis le 1er janvier 2009, elle fait partie de la communauté de communes du pays de Questembert.
La commune dispose d’un patrimoine architectural remarquable : le dolmen des Follets (environ 3000 ans av. J.-C.), la chapelle Saint-Sixte (XVIe siècle), située au village de la Bogeraie fondée par Mathurin Moisan, l’ancien presbytère du XVIIIe siècle, ancien rendez-vous de chasse des seigneurs de Rochefort, la résidence de Kerdrel (1882), ancienne maison de religieuses (les Filles du Saint-Esprit) donnée en 1882 par la famille de Kerdrel, l'église Saint-Denis (vers 1900), œuvre de l'architecte Le Diberder, de Nantes. Elle remplace une ancienne église détruite à la fin XIXe siècle. Elle est consacrée le 23 octobre 1901 par Mgr Latieule, évêque de Vannes. Il ne subsiste de l'ancien édifice qu'une partie de la chapelle Sainte-Anne, datée de 1864. L'église abrite une statue en bois polychrome de « Santa Gravida ».
Mais aussi un patrimoine privé important :
Le château du Brossais (XIXe siècle). Un premier manoir existait dès 1383. Le château actuel a été édifié vers 1600 et agrandi en 1780. La seigneurie appartenait au XIVe siècle à la famille Rado du Matz-du Fresche (du Fraiche), puis aux Dumoulin-Mallier de Chassonville (châtelain et gouverneur du château de Josselin, puis il devient la propriété du général comte Roger Audren de Kerdrel, sénateur du Morbihan (ce dernier a fait paraître à la fin du XIXe siècle, une étude fort intéressante sur Saint-Gravé). La tour d'angle hexagonale a été reconstruite en 1854 et le pavillon Volvire a été restauré en 1890. Le château possède une chapelle privée.
Le château de Cancouët (XVe siècle), siège d'une ancienne seigneurie Les bâtiments sont ceints d'un mur daté de 1643. On y trouve un colombier.
Le manoir de Montrel ou Montret, siège d'une ancienne seigneurie ayant appartenu à la famille Montret. Le manoir possédait autrefois une chapelle privée disparue avant 1890.
Fin avril 1906 un agent du fisc parvint à faire sans incidents l'inventaire des biens d'église à Saint-Gravé en le faisant incognito.

## Politique et administration
| Période                                  | Période     | Identité                       | Étiquette | Qualité                        |
| ---------------------------------------- | ----------- | ------------------------------ | --------- | ------------------------------ |
| 1790                                     | 1790        | Guillaume Quiban               |           |                                |
| 1791                                     | 1795        | Julien Pioger                  |           |                                |
| 1795                                     | 1808        | Gentien Hallier                |           |                                |
| 1808                                     | 1827        | Pierre Dugué                   |           |                                |
| 1827                                     | 1837        | X. Malabeuf                    |           |                                |
| 1837                                     | 1846        | Pierre Dufraîche               |           |                                |
| 1846                                     | 1848        | Julien Le Moine                |           |                                |
| 1848                                     | 1850        | Paul Vincent Audren de Kerdrel |           |                                |
| 1850                                     | 1858        | Jean-Marie Malabeuf            |           |                                |
| 1858                                     | 1875        | Louis Diguet                   |           |                                |
| 1875                                     | 1889        | Paul Vincent Audren de Kerdrel |           |                                |
| 1889                                     | 1904        | François Houix                 |           |                                |
| 1904                                     | 1929        | Roger Audren de Kerdrel        |           | Général - sénateur (1909-1920) |
| 1929                                     | 1942        | Pierre Houix                   |           |                                |
| 1942                                     | 1944        | Pierre Dubois                  |           |                                |
| 1944                                     | 1977        | Jean de La Bouillerie          |           |                                |
| 1977                                     | 1994        | René Tourres                   |           |                                |
| 1994                                     | 1995        | Roger de La Bouillerie         | DVD       |                                |
| 1995                                     | 2001        | Serge Poul                     |           |                                |
| 2001                                     | 2008        | Roger de La Bouillerie         |           |                                |
| 2008                                     | 23 mai 2020 | Marie-Odile Colineaux          |           |                                |
| 23 mai 2020                              | En cours    | Dominique Bonne                |           | Retraité du secteur bancaire   |
| Les données manquantes sont à compléter. |             |                                |           |                                |

## Démographie
L'évolution du nombre d'habitants est connue à travers les recensements de la population effectués dans la commune depuis 1793. Pour les communes de moins de 10 000 habitants, une enquête de recensement portant sur toute la population est réalisée tous les cinq ans, les populations de référence des années intermédiaires étant quant à elles estimées par interpolation ou extrapolation. Pour la commune, le premier recensement exhaustif entrant dans le cadre du nouveau dispositif a été réalisé en 2007.

En 2022, la commune comptait 745 habitants, en évolution de +0,27 % par rapport à 2016 (Morbihan : +3,82 %, France hors Mayotte : +2,11 %).
| 1793 | 1800 | 1806 | 1821 | 1831 | 1836 | 1841 | 1846 | 1851 |
| ---- | ---- | ---- | ---- | ---- | ---- | ---- | ---- | ---- |
| 929  | 929  | 908  | 790  | 790  | 846  | 878  | 869  | 846  |

| 1856 | 1861 | 1866 | 1872 | 1876 | 1881 | 1886  | 1891  | 1896 |
| ---- | ---- | ---- | ---- | ---- | ---- | ----- | ----- | ---- |
| 850  | 874  | 938  | 902  | 899  | 966  | 1 011 | 1 055 | 996  |

| 1901  | 1906  | 1911 | 1921 | 1926 | 1931 | 1936 | 1946 | 1954 |
| ----- | ----- | ---- | ---- | ---- | ---- | ---- | ---- | ---- |
| 1 019 | 1 011 | 988  | 868  | 841  | 818  | 818  | 761  | 736  |

| 1962 | 1968 | 1975 | 1982 | 1990 | 1999 | 2006 | 2007 | 2012 |
| ---- | ---- | ---- | ---- | ---- | ---- | ---- | ---- | ---- |
| 698  | 637  | 586  | 601  | 612  | 643  | 689  | 696  | 752  |

| 2017 | 2022 | - | - | - | - | - | - | - |
| ---- | ---- | - | - | - | - | - | - | - |
| 730  | 745  | - | - | - | - | - | - | - |

## Culture et patrimoine

### Lieux et monuments
- l'église Saint-Denis ;
- le dolmen des Follets, un dolmen du Néolithique, de type angevin ;
- la chapelle de La Bogerais (XVIe siècle). Mathurin Moisan fonde la chapelle au XVIe siècle. Elle est dédiée à la Sainte Trinité. Pendant la Révolution, la toiture et la charpente sont démontées pour éviter qu'elle ne soit brûlée. Elle est restaurée en 1868 ;
- le château du Brossais, il est inscrit à l'inventaire général du patrimoine culturel[27] ;
- le manoir de Brécéhan date du XVIe siècle, il est inscrit à l'inventaire général du patrimoine culturel[28] ;
- le manoir de Cancouët, il est inscrit à l'inventaire général du patrimoine culturel[29].

### Héraldique
|  | Les armoiries de Saint-Gravé se blasonnent ainsi : D'azur au chevron d'or accompagné de trois losanges du même. |